# Saut à la perche masculin aux championnats du monde d'athlétisme 1993
Navigation
Tokyo 1991 Göteborg 1995
L'épreuve du saut à la perche masculin des championnats du monde de 1993 s'est déroulée les 17 et 19 août 1993 dans le Gottlieb-Daimler Stadion à Stuttgart (en Allemagne), remportée pour la quatrième fois consécutive depuis 1983 par l'Ukrainien Sergueï Bubka, qui y améliore sa performance de 5 cm par rapport à l'édition précédente en franchissant la barre des 6 mètres de hauteur.
C'est la première fois lors de cette compétition que lui-même, ainsi que des athlètes arrivés 2e, 3e ex æquo (dont l'un des mêmes 3ès qu'en 1991), etc., concourent sous leurs couleurs nationales ukrainiennes, kazakhstanaises, russes et estoniennes, et non plus sous celles du drapeau « fédéral » de l'Union soviétique.
Le Français Jean Galfione y améliore aussi sa performance de 1991, se classant cette fois comme le frère aîné de Bubka et le médaillé d'argent d'alors.

## Résultats

### Finale
| Rang               | Athlète            | Pays       | Essais | Essais | Essais | Essais | Essais | Essais | Essais | Marque | Notes |
| Rang               | Athlète            | Pays       | ...    | 5.60 m | 5.70 m | 5.75 m | 5.80 m | 5.90 m | 6.00 m | Marque | Notes |
| ------------------ | ------------------ | ---------- | ------ | ------ | ------ | ------ | ------ | ------ | ------ | ------ | ----- |
| Médaille d'or      | Sergueï Bubka      | Ukraine    |        |        |        |        |        |        |        | 6.00 m | CR    |
| Médaille d'argent  | Grigoriy Yegorov   | Kazakhstan |        |        |        |        |        |        |        | 5.90 m | AR    |
| Médaille de bronze | Maksim Tarasov     | Russie     |        |        |        |        |        |        |        | 5.80 m |       |
| Médaille de bronze | Igor Trandenkov    | Russie     |        |        |        |        |        |        |        | 5.80 m |       |
| 5                  | Scott Huffman      | États-Unis |        |        |        |        |        |        |        | 5.80 m |       |
| 6                  | Denis Petushinskiy | Russie     |        |        |        |        |        |        |        | 5.80 m |       |
| 7                  | Valeri Bukrejev    | Estonie    |        |        |        |        |        |        |        | 5.75 m |       |
| 8                  | Jean Galfione      | France     |        |        |        |        |        |        |        | 5.70 m |       |
| 9                  | Vasiliy Bubka      | Ukraine    |        |        |        |        |        |        |        | 5.70 m |       |
| 10                 | István Bagyula     | Hongrie    |        |        |        |        |        |        |        | 5.70 m |       |
| 11                 | Peter Widén        | Suède      |        |        |        |        |        |        |        | 5.60 m |       |
| —                  | Maarten Ulvsback   | Suède      |        |        |        |        |        |        |        | NM     |       |
| —                  | Daniel Martí       | Espagne    |        |        |        |        |        |        |        | NM     |       |

### Légende
Records et Performances
- AR : Record continental (area record)
- CR : Record des championnats (championship record)
- MR : Record du meeting (meet record)
- NR : Record national (national record)
- OR : Record olympique (olympic record)
- PR : Record paralympique (paralympic record)
- PB : Record personnel (personal best)
- SB : Meilleure performance personnelle de la saison (season's best)
- WL : Meilleure performance mondiale de l'année (world leader)
- WJR : Record du monde junior (world junior record)
- WR : Record du monde (world record)

Circonstances et Conditions
- DNF : N'a pas terminé (did not finish)
- DNS : N'a pas pris le départ (did not start)
- DQ : Disqualification (disqualification)
- NM : Aucun essai valable enregistré (No Mark)
- Q : Qualifié « directement » au prochain tour (ou à la prochaine compétition), lors d'une compétition majeure, grâce au classement ou à la réalisation des minima (automatic qualifier)
- q : Qualifié au prochain tour (ou à la prochaine compétition), lors d'une compétition majeure, grâce au repêchage ou à la réalisation de l'une des meilleures performances parmi celles des « non qualifiés directement » (grâce au meilleur temps ou à la meilleure distance par exemple) (secondary qualifier)